# Józef Sieroszewski
Józef Sieroszewski (ur. 11 października?/24 października 1909 w Nowogródku, zm. 10 czerwca 1987 w Łodzi) – polski lekarz, ginekolog.

## Życiorys

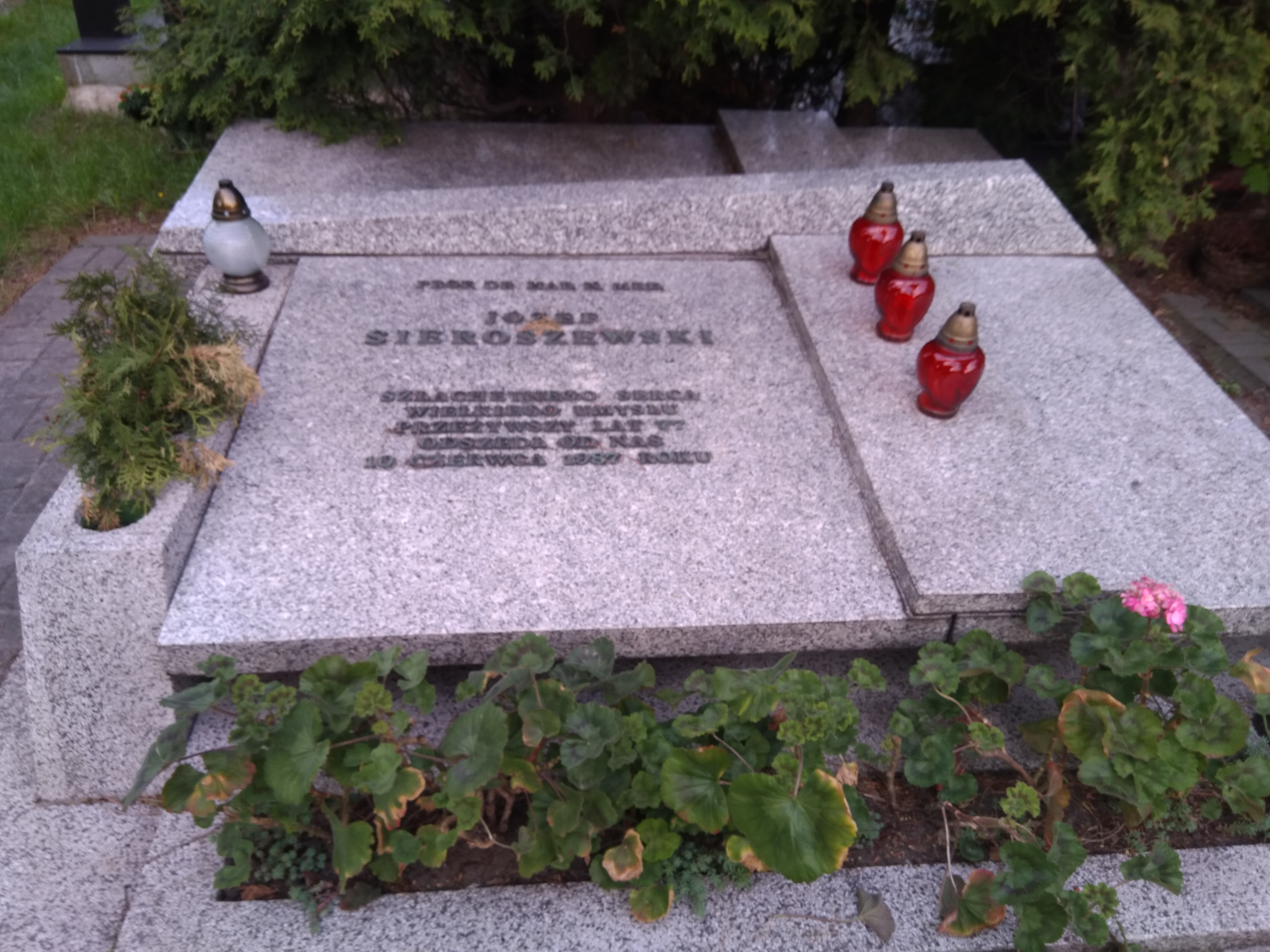
Grób prof. Józefa Sieroszewskiego na cmentarzu komunalnym na Dołach w Łodzi

Wychowywał się w Nowogródku, gdzie ukończył gimnazjum. W latach 1928–1934 studiował na Wydziale Lekarskim Uniwersytetu im. Stefana Batorego w Wilnie, później (1935–1938) pracował jako asystent-wolontariusz w Klinice Położniczo-Ginekologicznej USB w Wilnie.
Na krótko przed wojną objął funkcję ordynatora Oddziału Położniczo-Ginekologicznego i Chirurgicznego w Szpitalu Powiatowym w Nowogródku. W sierpniu 1939 został zmobilizowany, pracował w Szpitalu Wojennym nr 201 w Lublinie. Od 17 września 1939 był internowany w Rumunii, gdzie do roku 1945 pracował jako ginekolog w Ośrodkach Polskich Uchodźców.
Po powrocie do Polski i krótkim etapie pracy w Ubezpieczalni Społecznej w Łodzi, podjął 1 maja 1946 pracę w Klinice Położniczo-Ginekologicznej Uniwersytetu Łódzkiego, początkowo jako starszy asystent, od 1950 roku jako adiunkt. W czerwcu 1951 roku objął kierownictwo kliniki, w 1952 roku habilitował się, w 1954 roku mianowany został profesorem.
W latach 1953–1955 i 1962–1966 piastował funkcję prorektora Akademii Medycznej w Łodzi. Wieloletni Dyrektor Instytutu Ginekologii i Położnictwa. W latach 1959–1962 pełnił równolegle funkcję szefa Katedry Położnictwa i Ginekologii Wojskowej Akademii Medycznej.
Autor własnych metod operacyjnych, szczególnie w przypadkach wysiłkowego nietrzymania moczu. W swojej filozofii operacyjnej kierował się zachowawczą myślą przewodnią, uważając usunięcie organu za ostateczność.
Pochowany na cmentarzu komunalnym Doły w Łodzi.

## Odznaczenie
- Złoty Krzyż Zasługi (1953)[2]